# اختلاف داخلی
اختلاف خانوادگی (به انگلیسی: Domestic Disturbance) فیلمی است محصول سال ۲۰۰۱ و به کارگردانی هارولد بکر است. در این فیلم بازیگرانی همچون جان تراولتا، وینس وان، تری پولو، مت اولری، استیو بوشمی، روبن سانتیاگو-هادسون، کریس الیس ایفای نقش کرده‌اند.